# NGC 6522
NGC 6522是人马座中的一个球狀星團。视星等为8.3，在天球中的直径为16.4弧分。 威廉·赫歇尔于1784年6月24日发现了它。它在天空中的位置是巴德窗区域的中心。  
NGC 6522可能是银河系中最古老的星团，年龄超过120亿年。 

## 画廊

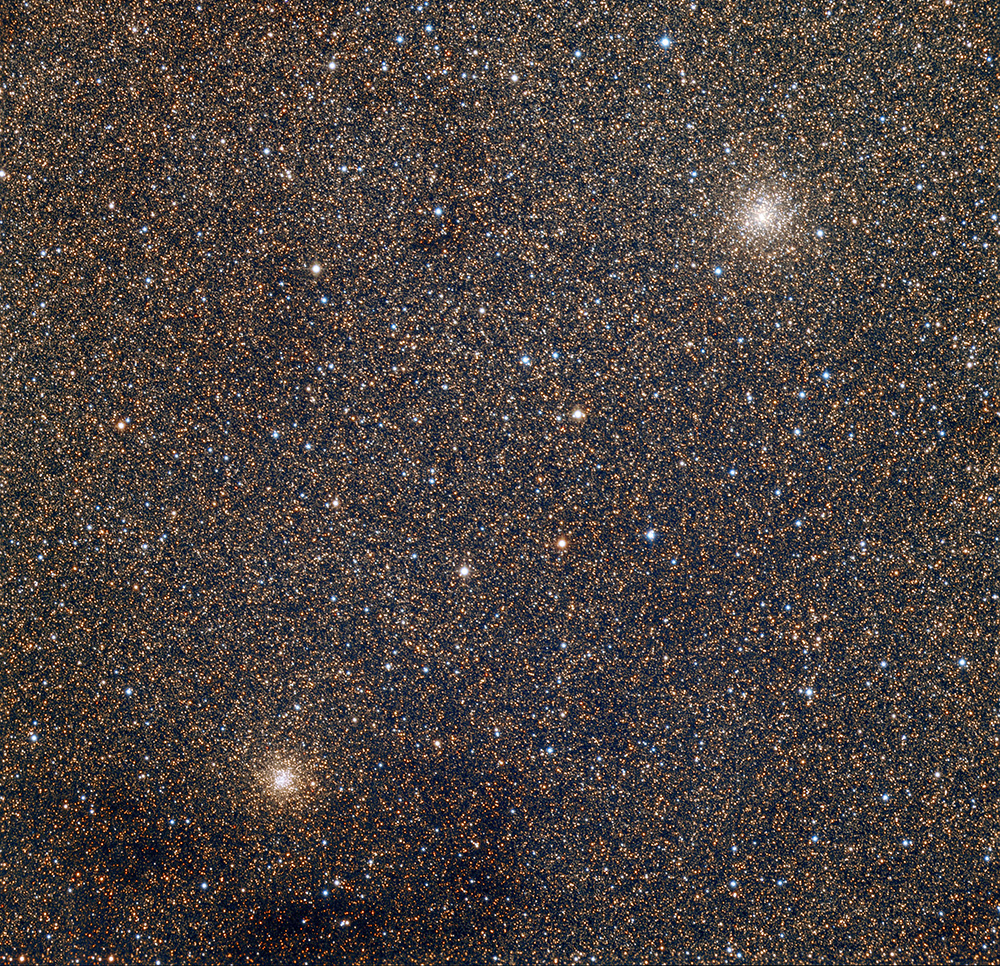
球状星团NGC 6528 （左下）靠近NGC 6522（右上）
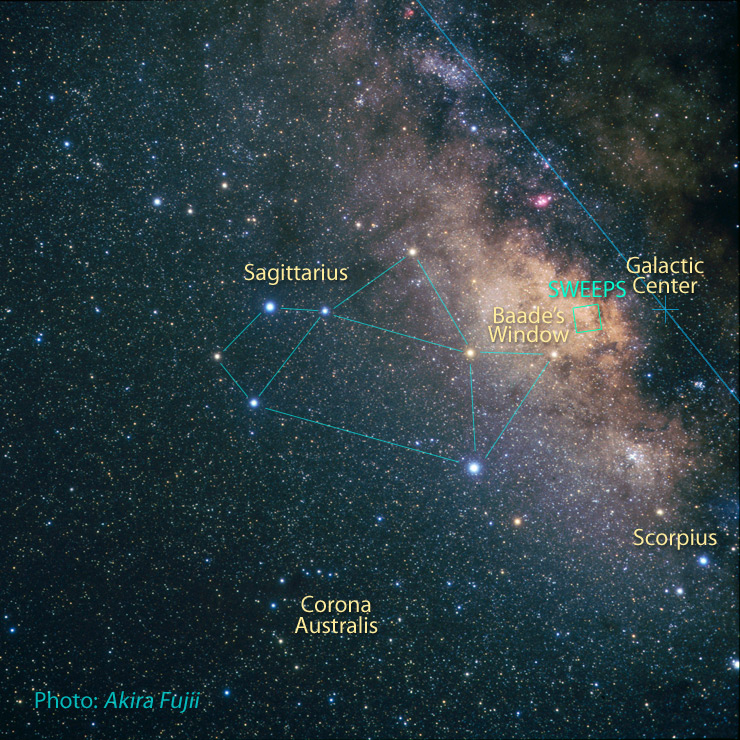
该星团位于巴德窗的正中，没有被银河系中尘埃所遮盖。